# John Thorp (investigador)
John Martin Thorp (1927 – 23 de marzo de 2017) fue un investigador químico neozelandés, profesor universitario y autor de varios libros, incluidas dos autobiografías sobre su vida como hombre trans. Gran parte de su trabajo de investigación se centró en la tribología, el estudio de la fricción, el desgaste y la lubricación.

## Primeros años, educación y transición
Nacido en 1927 en el Reino Unido, Thorp se formó en la Universidad de Londres, graduándose con una licenciatura en 1949 y un doctorado en 1951 con el título Preparation and adsorption properties of silica gels. Posteriormente impartió clases de química inorgánica y física en la Facultad de Medicina del Guy's Hospital de Londres. Con el apoyo de su amiga (y futura esposa) Joan, quien lo salvó del suicidio, Thorp comenzó su transición a fines de la década de 1950 con cirugías ilegales y riesgosas, y cambió legalmente su nombre a John Martin en 1960. 

## Mudarse a Nueva Zelanda
En 1960, Thorp y su primera esposa, Joan, se mudaron a Nueva Zelanda para escapar del intenso escrutinio de los medios y aceptar un puesto como profesor de química en la Universidad de Auckland. El escrutinio de los medios continuó en Nueva Zelanda después de que The New Zealand Herald lo revelara.
Después de varios años de trabajo en Auckland, Thorp fue reconocido como científico y en 1969 se trasladó al Departamento de Investigación Científica e Industrial (Nueva Zelanda) (DSIR), donde permaneció hasta que Joan desarrolló problemas cardíacos en 1982. Luego se retiró para pasar más tiempo juntos y vivió en la península de Coromandel hasta su muerte en 1989. 

## Vida posterior
En 1995, Thorp conoció a su segunda esposa, Hazel, con quien dirigió un bed and breakfast en Coromandel antes de mudarse a Thames en 2000.
El 23 de marzo de 2017, el automóvil conducido por Thorp fue golpeado por un tren en un paso a nivel cerca de Morrinsville mientras conducía a su casa desde el Hospital de Waikato. Murió inmediatamente, pero su esposa Hazel salió caminando y fue llevada al Hospital de Waikato. 

## Obras seleccionadas
- Thorp, J.M. 1951 Preparation and adsorption properties of silica gels.[1]
- King, RJ, Thorp, JM. 1978. Electromagnetic forming DSIR
- Thorp, J.M. 2006. 1982 Servicio de Tribología del DSIR's Tribology Service: the first decade  / DSIR[7]
- Thorp, J.M. 2006. A Change for Good. Auckland, Nueva Zelanda: Cabo Catley
- Thorp, J.M. 2010. Second Chance. Auckland, Nueva Zelanda: Heather Mackay